# 기류 나나세
기류 나나세(일본어: 木龍 七瀬, 1989년 10월 31일 ~ )는 일본의 여자 축구 선수로 현재 대한민국 WK리그의 창녕 WFC에서 공격수로 뛰고 있으며 2014년 아시안 게임 은메달리스트이다.

## 클럽 경력

### 도쿄 베르디 벨레자
2007년 도쿄 베르디 벨레자에서 선수 생활을 시작하여 2013년까지 몸 담은 뒤 2014년 미국 NWSL의 NJ/NY 고섬에서 잠시 활동하다가 친정팀 복귀 후 2015년까지 활약하며 나데시코 리그 디비전 1 4회 우승 및 5회 준우승, 황후배 4회 우승 및 2번의 4강 진출, 나데시코 리그컵 3회 우승 및 2013년 4강 진출의 성과를 거두었다.

### 창녕 WFC
2016년부터 2019년까지 광둥 하이윈과 오카야마 유노고 벨 등에서 활동하다가 2020년 대한민국 WK리그의 창녕 WFC에 입단하며 프로 데뷔 이후 처음으로 한국 땅을 밟았다.

## 국가대표팀 경력
2010년 1월 13일 덴마크와의 경기에서 일본 국가대표팀 소속으로 국제 A매치 첫 경기를 치른 후 2014년까지 A매치 통산 16경기 3골을 기록하며 2014년 AFC 여자 아시안컵 우승, 2014년 아시안 게임 은메달 획득에 기여했다.

## 통계
| 일본 | 일본 | 일본 |
| 연도 | 출전 | 득점 |
| ---- | ---- | ---- |
| 2010 | 3    | 0    |
| 2011 | 0    | 0    |
| 2012 | 2    | 0    |
| 2013 | 1    | 0    |
| 2014 | 10   | 3    |
| 통산 | 16   | 3    |

## 수상

### 클럽
도쿄 베르디 벨레자
- 나데시코 리그 디비전 1 : 우승 (2007, 2008, 2010, 2015), 준우승 (2009, 2011, 2012, 2013, 2014)
- 황후배 : 우승 (2007, 2008, 2009, 2014), 4강 (2011, 2015)
- 나데시코 리그컵 : 우승 (2007, 2010, 2012), 4강 (2013)

### 국가대표팀
일본 (여자)
- AFC 여자 아시안컵 : 우승 (2014)
- 아시안 게임 : 은메달 (2014)

### 개인
- 나데시코 리그 디비전 1 베스트 11 : 2013